# Thelephora terrestris
Thelephora terrestris Ehrh., Pl. Crypt. Linn. Exsicc.: no. 178 (1787).

## Carpoforo
Largo fino a 8 cm, color bruno ruggine o marrone.

## Imenio
Rugoso, zigrinato, di colore bruno scuro.
Sporeellittiche, gibbose, brune; bruno-violacee in massa.

## Habitat
Fruttifica nell'humus delle brughiere, presso tronchi di conifere e latifoglie.

## Commestibilità
Non commestibile.

## Sinonimi e binomi obsoleti
- Hyphoderma lintaceum var. laciniatum (Pers.) Wallr., Fl. crypt. Germ. (Nürnberg) 2: 578 (1833)
- Hyphoderma terrestre (Ehrh.) Wallr., Fl. crypt. Germ. (Nürnberg) 2: 579 (1833)
- Phylacteria laciniata (Pers.) Pat., Hyménomyc. Eur. (Paris): 154 (1887)
- Phylacteria terrestris (Ehrh.) Pat., Essai Tax. Hyménomyc. (Lons-le-Saunier): 119 (1900)
- Stereum laciniatum Pers., Observ. mycol. (Lipsiae) 1: 36 (1796)
- Thelephora caryophyllea var. laciniata (Pers.) Bres. & Sacc., Malpighia 11: 14 (1897)
- Thelephora crustosa Lloyd, Mycol. Writ. 7: 1196 (1923)
- Thelephora laciniata (Pers.) Pers., Synopsis Methodica Fungorum (Göttingen) 2: 567 (1801)
- Thelephora laciniata (Pers.) Pers., Synopsis Methodica Fungorum (Göttingen) 2: 567 (1801) var. laciniata
- Thelephora minor Velen., Ceské Houby 4-5: 770 (1922)
- Thelephora rhipidium Velen., Ceské Houby 4-5: 772 (1922)
- Thelephora terrestris Ehrh., Pl. Crypt.: 179 (1786) f. terrestris
- Thelephora tristis Sacc., Fl. ital. crypt., Hymeniales (Genoa): 1138 (1916)